# Chan Kwong-wing
Dans ce nom chinois, le nom de famille, Chan, précède le nom personnel.

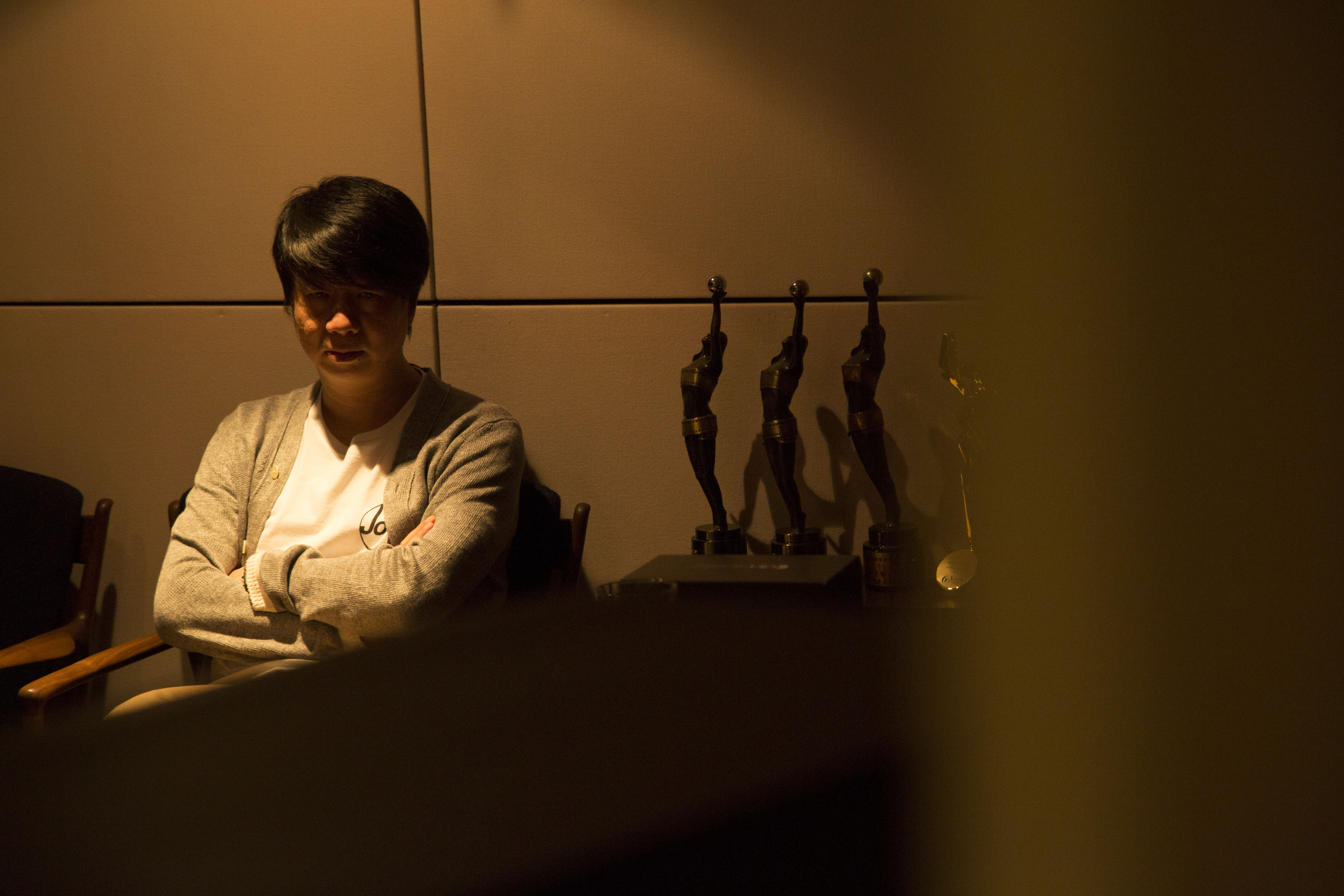
Le compositeur Chan Kwong-wing

Chan Kwong-wing (chinois simplifié : 陈光荣, chinois traditionnel : 陳光榮), né le 15 juin 1967 à Hong Kong, est un compositeur de musiques de films hongkongais. Certaines de ses œuvres les plus connues sont la trilogie Infernal Affairs (2002-2003), The Twins Effect (2003) et Les Seigneurs de la guerre (2007).
Chan a été nommé dix-sept fois aux Hong Kong Film Awards et a remporté trois prix pour la musique des films The Storm Riders, Bodyguards and Assassins et Wu Xia. Il a également été nommé au Festival International du Film de Fajr, où il a remporté un prix pour la musique du film iranien Le Royaume de Salomon du réalisateur Shahriar Bahrani.
Chan est également producteur pour des chanteurs hongkongais, comme Fiona Fung, Pakho Chau et Ekin Cheng.

## Biographie
Chan Kwong-wing commence à jouer de la guitare classique au lycée et monte un groupe, Fundamental. Son groupe remporte un concours et se voit offrir l’opportunité d’enregistrer un disque. Chan se lance alors dans la composition et la production de musique pop.
Au milieu des années 1990, il compose la musique de la série de films hongkongais Young and dangerous du réalisateur Andrew Lau, qui l’invitera alors à participer à la plupart de ses films.
Chan rencontre son premier grand succès grâce au film The Storm Riders, qui lui permet de remporter un prix aux Hong Kong Film Awards.
Chan rapporte que ses influences musicales sont variées, allant de la musique classique et du jazz au hip-hop et à la musique électronique. Il utilise de nombreux styles musicaux différents dans ses bandes originales.
En 2000, Chan Kwong-wing lance le studio Click Music, qui regroupe des producteurs, des ingénieurs du son, des compositeurs et des chanteurs, souvent de musique pop.

## Filmographie
- 1994 : He & She de Lawrence Cheng
- 1996 : First Option de Gordon Chan
- 1997 : We’re no Bad Guys de Wong Jing
- 1997 : Armageddon de Gordon Chan
- 1998 : The Storm Riders de Andrew Lau
- 1999 : A Man Called Hero de Andrew Lau
- 1999 : The Legend of Speed de Andrew Lau
- 2000 : For Bad Boys Only de Raymond Yip
- 2000 : Born to Be King de Andrew Lau
- 2000 : Sausalito de Andrew Lau
- 2000 : The Duel de Andrew Lau
- 2000 : Those Were the Days... de Raymond Yip
- 2001 : Bullets of Love de Andrew Lau
- 2001 : Love Me, Love My Money de Wong Jing
- 2001 : The Avenging Fist de Andrew Lau
- 2002 : The Wesley's Mysterious File
- 2002 : Naked Weapon de Ching Siu Tung
- 2002 : Infernal Affairs de Andrew Lau et Alan Mak
- 2003 : Infernal Affairs 2 de Andrew Lau et Alan Mak
- 2003 : Infernal Affairs 3 de Andrew Lau et Alan Mak
- 2003 : The Twins Effect de Dante Lam et Donnie Yen
- 2003 : Cat and Mouse de Gordon Chan
- 2004 : Enter the Phoenix de Stephen Fung
- 2004 : Koma de Law Chi Leung
- 2005 : SPL : Sha po lang de Wilson Yip
- 2005 : Initial D de Andrew Lau et Alan Mak
- 2005 : Nouvelle Cuisine de Fruit Chan
- 2006 : Daisy de Andrew Lau
- 2007 : Flash Point de Wilson Yip
- 2007 : Les Seigneurs de la guerre de Peter Chan
- 2008 : Lady Cop & Papa Crook de Alan Mak et Felix Chong
- 2009 : Look for a Star de Andrew Lau
- 2009 : Le Royaume de Salomon de Shahriar Bahrani
- 2009 : Overheard de Alan Mak et Felix Chong
- 2009 : Bodyduards and Assassins de Teddy Chan
- 2010 : Legend of the Fist: The Return of Chen Zhen de Andrew Lau
- 2010 : Bruce Lee, naissance d’une légende de Raymond Yip
- 2010 : Lost on Journey de Raymond Yip
- 2011 : A Beautiful Life (en) de Andrew Lau
- 2011 : Overheard 2 de Alan Mak et Felix Chong
- 2011 : Wu Xia de Peter Chan
- 2012 : The Silent War de Alan Mak et Felix Chong
- 2012 : The Last Tycoon de Wong Jing
- 2012 : Guillotines de Andrew Lau
- 2013 : L'Homme du Tai Chi de Keanu Reeves
- 2014 : From Vegas to Macau de Wong Jing et Billy Chung
- 2014 : Overheard 3 de Alan Mak et Felix Chong
- 2015 : From Vegas to Macau 2 de Wong Jing et Aman Chang
- 2015 : SPL2 : A Time for Consequences de Soi Cheang
- 2015 : The Vanished Murderer de Law Chi Leung
- 2016 : From Vegas to Macau 3 de Wong Jing, Billy Chung et Andrew Lau
- 2016 : La filature de Renny Harlin
- 2016 : Falcon de Alan Mak
- 2016 : SPL3 de Soi Cheang
- 2017 : Jianjun Daye de Andrew Lau
- 2017 : Extraordinary Mission de Alan Mak et Anthony Pun

## Récompenses

### AuxHong Kong Film Awards
- Meilleure bande originale pour le film The Storm Riders
- Meilleure bande originale pour le film Bodyguards and Assassins
- Meilleure bande originale pour le film Wu Xia

### AuFestival International du Film de Fajr
- Simorgh de cristal de la meilleure bande originale pour le film Le Royaume de Salomon[1]